# 2003 في إسبانيا
فيما يلي قوائم الأحداث التي وقعت خلال عام 2003 في إسبانيا.

## أحداث
- 20 مارس – حرب العراق

## سياسة

### تعيين في المنصب
- 1 يناير – خوان لابورتا رئيس نادي برشلونة.
- 14 يونيو – أنا بوتيلا مستشار مدريد  [لغات أخرى]‏.
- 20 ديسمبر – أرتور ماس Leader of the Opposition in Catalonia  [لغات أخرى]‏.

### انتهاء فترة المنصب
- 1 يناير – ماريانو راخوي المتحدث باسم الحكومة الإسبانية [الإنجليزية]‏،وزير الرئاسة  [لغات أخرى]‏.

## رياضة
- 1 يناير – جائزة كتالونيا الكبرى للدراجات النارية 2003
- 1 يناير – طواف إسبانيا 2003

## برامج ومسلسلات وأنمي
- قلب المدينة
- هوسبيتال سنترال

## وفيات

### سبتمبر
- 1 سبتمبر – خوسيه كاسترو (مواليد 1934) لاعب كرة قدم إسباني.

### أكتوبر
- 31 أكتوبر – خوسيه خونكوسا (مواليد 1922) لاعب كرة قدم إسباني.

### نوفمبر
- 11 نوفمبر – ميكل مارتي اي بول (مواليد 1929)

### ديسمبر
- 3 ديسمبر – دولثي تشاكون (مواليد 1954)
- 6 ديسمبر – خوسيه ماريا خيمينيز (مواليد 1971) درّاج طريق إسباني.
- 29 ديسمبر – خايمي دي بينييس (مواليد 1917) دبلوماسي إسباني.